# علی ناصر (بازیکن فوتبال)
علی ناصر (انگلیسی: Ali Nasser؛ زادهٔ ۱۶ مهٔ ۱۹۸۶) یک بازیکن فوتبال اهل قطر است.

## باشگاهی
از باشگاه‌هایی که در آن بازی کرده‌است می‌توان به السد، لخویا، الوکره، المعیذر، المسیمیر، ام صلال، و لخویا اشاره کرد.

## تیم ملی
وی همچنین در تیم ملی فوتبال قطر بازی کرده‌است.